# ミックスゾーン (ラジオ番組制作会社)
株式会社ミックスゾーン（英: Mixzone Inc.）は、フジサンケイグループのラジオ番組、イベント、演劇等を手がけるラジオ番組制作会社。ニッポン放送の子会社。

## 概要
2018年4月1日、ニッポン放送100％子会社の関連企業として、番組制作、アナウンサーの派遣事業を行ってきたエル・ファクトリーが、同じくニッポン放送の子会社として37年間にわたり番組企画、制作、ディレクション事業を主体としてきたサウンドマンを吸収合併して発足した。合併理由は、「今までの現業に加えて更なる新たなビジネスチャンス開拓を目指すことを目的」と説明している。
所在地は旧サウンドマンが本社を置いていた日比谷U-1ビルに移転したが、2019年8月13日に旧エル・ファクトリーが分室を置いていた、糖業会館・ニッポン放送本社ビルの7階に同社本社として、改めて再移転している。

## 主な事業内容
- ラジオ番組の企画・制作（旧サウンドマン・旧エル・ファクトリーが行っていた事業）
- ラジオCMの制作（旧サウンドマン・旧エル・ファクトリーが行っていた事業）
- ラジオ番組のエンジニア（旧サウンドマンが行っていた事業） - ニッポン放送の生放送番組のほぼ全て（スポーツ番組も含む）を担当
- 音響PA（ミキサー業務）（旧サウンドマンが行っていた事業）
- イベント事業（旧サウンドマン・旧エル・ファクトリーが行っていた事業）
- デジタルコンテンツの制作（旧エル・ファクトリーが行っていた事業）
- アナウンサーの派遣（旧エル・ファクトリーが行っていた事業）
- アナウンスセミナーの開催（ニッポン放送と共同開催）（旧エル・ファクトリーが行っていた事業）
- 興行演劇の企画・制作（ミックスゾーン発足からの新規事業）

## 所属タレント
会社発足時点で、上柳を除きエル・ファクトリーからの転籍。
また、2015年新卒及び第二新卒入社以降のニッポン放送アナウンサーの所属は子会社である旧：エル・ファクトリーから継続されているが、採用作業はニッポン放送の側で行っている。そのため、当該事務所の所属として紹介されていなかったが、2019年10月以後からは出向所属として同社Webサイトにて紹介している。
合併以後の就業待遇等はミックスゾーンの基準に準じている。

### アナウンサー
- 上柳昌彦
- 田中美和子
- 石川みゆき（業務提携。シグマ・セブン所属）
- ひろたみゆ紀（ニッポン放送出向）
- 坂本梨紗
- 胡口和雄（MAXキャスティングへ移籍）

以下ニッポン放送出向所属者
CP局アナウンス室
- 新行市佳（2015年入社）
- 熊谷実帆（2019年入社）
- 前島花音（2019年入社）
- 内田雄基（2020年入社）

報道スポーツコンテンツセンター所属
- 大泉健斗（2017年6月入社）
- 小永井一歩（2018年入社）
- 小林玄葵（2024年6月入社）

### タレント
- 咲良（漫画家・アカペラアーティスト）

## 所属スタッフ

### 現在
- 江尻秀昭（ディレクター）
- 金子司（ディレクター）
- 舟崎彩乃（ディレクター）
- 鈴木賢一（ディレクター・AD）
- 生江龍太郎（ディレクター・AD）
- 三浦憲高（ディレクター・AD）
- 落合凌大（ディレクター・AD）
- 岩田南実（ディレクター・AD）
- 堀良太（AD）
- 大城英子（ミキサー）
- 河辺健二（ミキサー）
- 斎藤一志（ミキサー）
- 清水伸之（ミキサー）
- 若林千真（ミキサー）
- 大沢和隆（ミキサー）
- 大坪仁信（ミキサー）

など

### 過去
- 石井玄（ラジオディレクター）